# Criminalità organizzata transnazionale
La criminalità organizzata transnazionale è una forma coordinata e continuata di criminalità organizzata che esula dai soli confini nazionali. È una branca della criminologia che analizza le cause di un insieme di effetti nefasti: condizionamenti sulla democrazia, sofisticazioni dell'economia, infiltrazioni negli assetti nazionali ed inibizioni sullo sviluppo dei settori produttivi. Si teme, infatti, che i gruppi criminali, oggetto di studio di tale branca, abbiano il potere di controllare, o quanto meno inficiare, la sicurezza di tutti i paesi.

## Convenzioni sulla lotta contro la criminalità organizzata transnazionale
Sebbene esista un Interpol in grado di coordinare i servizi segreti tra le varie istituzioni nazionali, non assume i dettagli di una vera e propria forza di polizia e, quindi, neanche di un organo internazionale di tutela legale con una giurisdizione universale. Le istituzioni investigative attuali come, ad es., l'FBI servono ad individuare determinati gruppi organizzati, ma i reati internazionali come, ad es., la violazione dei diritti umani possono essere perseguiti solo dalla Suprema Corte dell'Aja che, però, non ha il potere di porre alcuno sotto custodia cautelare, a meno che non intervenga l'autorità giudiziaria di quei paesi in cui sono ubicati i sospettati.
Riprendendo Nicola Mancino, statista ed ex Presidente del Senato nella XIII legislatura il crimine organizzato transnazionale può essere definito come:
(Nicola Mancino)
Dal novembre del 2000 la Convenzione contro la criminalità organizzata transnazionale è stata assunta come strumento di contrasto della criminalità organizzata transnazionale, di concerto con gli stati membri dell'ONU secondo i quali c'è un serio ed intricato problema criminale che può essere risolto solo tramite una più stretta cooperazione internazionale.
La Commissione insediata presso l'Assemblea generale delle Nazioni Unite è competente nel prendere una serie di provvedimenti contro la criminalità organizzata transnazionale, tra i quali, tra l'altro si segnalano la creazione di fattispecie criminose e l'adozione di nuove strutture di mutua assistenza legale, estradizione, cooperazione giudiziaria e specializzazione tecnica.
La criminalità organizzata transnazionale, inoltre, è uno dei dieci punti monitorati dal Indice statistico sulle minacce di primo livello delle Nazioni Unite.

## Organizzazioni criminali transnazionali
Studi recenti dimostrano che le definizioni sulla criminalità organizzata transnazionale variano in base ad un continuum: «al quale limite estremo c'è chi vede la criminalità in termini di ampie gerarchie organizzate che sono strutturate in seno a delle corporazioni, mentre all'altro limite estremo c'è chi ritiene che la criminalità, per la maggior parte, tende ad essere organizzata in base ai principi di flessibilità ed adattamento»
Tale definizione appare quasi obiettiva, se non per il fatto che in letteratura si tende a stabilire un orientamento unidirezionale, cioè si tende a classificare la criminalità organizzata transnazionale come una categoria a sé stante che tratta il benessere legittimo dei cittadini. Altre definizioni tendono a ritrarre la criminalità organizzata transnazionale senza considerare il ruolo assunto dagli Stati, dalle corporazioni e da altri gruppi d'interesse nel sistema globale di criminalità organizzata.
I criminologi iniziano a notare che la terminologia adottata, è emersa alla fine della guerra fredda quando un febbrile tentativo di costituire un “nuovo ordine mondiale” ha dato adito al dibattito su come combattere la criminalità organizzata transnazionale. Riprendendo James Sheptycki, docente di Criminologia alla York University in Canada: «il lessico scientifico è commisto con l'ampio ventaglio di significati che la connotano e che tali significati sono contenuti nelle indagini delle istituzioni internazionali di investigazione e sicurezza che offrono un ampio dettaglio di organizzazioni criminali distinte su basi etniche quali le Yardies giamaicane, le Triadi cinesi, la Yakuza giapponese, la mafia russa e quella albanese, i narcotrafficanti Colombiani, etc.»
Come assodato in letteratura, l'apparato dei “soliti sospetti” è limitato ai corrieri della droga, ai trafficanti di esseri umani, ai pedofili e ai terroristi. I grandi assenti di tali filoni principali di inchiesta sono i commercianti di armi, le eco-mafie, i gruppi d'interesse, i reati condotti da colletti bianchi”, la corruzione, la tratta di esseri umani e altri crimini potenzialmente dannosi per il sistema globale.

## Prospettive sulla criminalità organizzata transnazionale
Forme standard di criminalità organizzata transnazionale includono la comprensione dei fenomeni globali come sintomi patologici di un sistema mondiale dominato da una cricca di “Stati feudali”. Le prospettive sullo studio di tali organizzazioni, quindi, indicano che, se il dibattito sulla criminalità organizzata transnazionale dovesse continuare ad essere carente, le risposte politiche saranno inefficaci o riduttive.
Tra gli studi più recenti e aggiornati sul fenomeno della criminalità transnazionale si segnala OCP - The Portfolio of Organised Crime in Europe, studio condotto dal centro di ricerca Transcrime dell'Università Cattolica Università Cattolica del Sacro Cuore. 
OCP rappresenta una prima esplorazione dell’economia delle organizzazioni criminali operanti in Europa (con un focus sui 7 paesi menzionati) e rappresenta un importante strumento, per istituzioni pubbliche e private, per prevenire infiltrazioni nell’economia legale, identificare e confiscare beni criminali.
Tra i principali risultati della ricerca:
- 110 miliardi di euro all’anno: è la stima (mai effettuata prima d’ora) dei ricavi di alcuni dei principali mercati illeciti in Europa;
- La cifra rappresenta in media circa l’1% del PIL dei paesi UE, ma in quelli dell’Est Europa la percentuale è maggiore;
- Tra i mercati tradizionali, la droga (28 miliardi di euro all’anno a livello europeo) rimane il più remunerativo, ma emergono nuove e profittevoli attività illecite come frodi o furto organizzato;

- Le organizzazioni criminali reinvestono i loro introiti in beni di lusso come auto, barche, gioielli, ma anche in immobili e aziende;
- Tra i settori tradizionali di investimento si confermano bar e ristoranti, costruzioni, commercio all’ingrosso e al dettaglio (in particolare di prodotti alimentari e di abbigliamento), trasporti, attività immobiliari e settore alberghiero;
- Emergono nuovi settori come money transfer, casino, VLT e slot-machine, traffico di rifiuti, energie rinnovabili e distribuzione gas/carburanti.
- Tra i gruppi criminali più attivi in termini di investimenti in Europa, oltre alle mafie italiane (Cosa Nostra, 'ndrangheta e Camorra in primis) si registrano gruppi criminali cinesi, russi, georgiani, turchi e altri di natura multietnica attivi soprattutto nel traffico di droga (ad esempio nei Paesi Bassi o nel Regno Unito). Importante anche il ruolo imprenditoriale, soprattutto nel nord Europa, delle motorcycle gangs.